# Бичер (Мичиген)
Бичер (енгл. Beecher) насељено је место без административног статуса у америчкој савезној држави Мичиген.

## Демографија
По попису из 2010. године број становника је 10.232, што је 2.561 (-20,0%) становника мање него 2000. године.
| Група             | 2000.         | 2010.         |
| Белци             | 3.422 (26,7%) | 2.428 (23,7%) |
| Афроамериканци    | 8.438 (66,0%) | 7.071 (69,1%) |
| Азијати           | 10 (0,1%)     | 12 (0,1%)     |
| Хиспаноамериканци | 506 (4,0%)    | 362 (3,5%)    |
| Укупно            | 12.793        | 10.232        |